# Philippe Bies

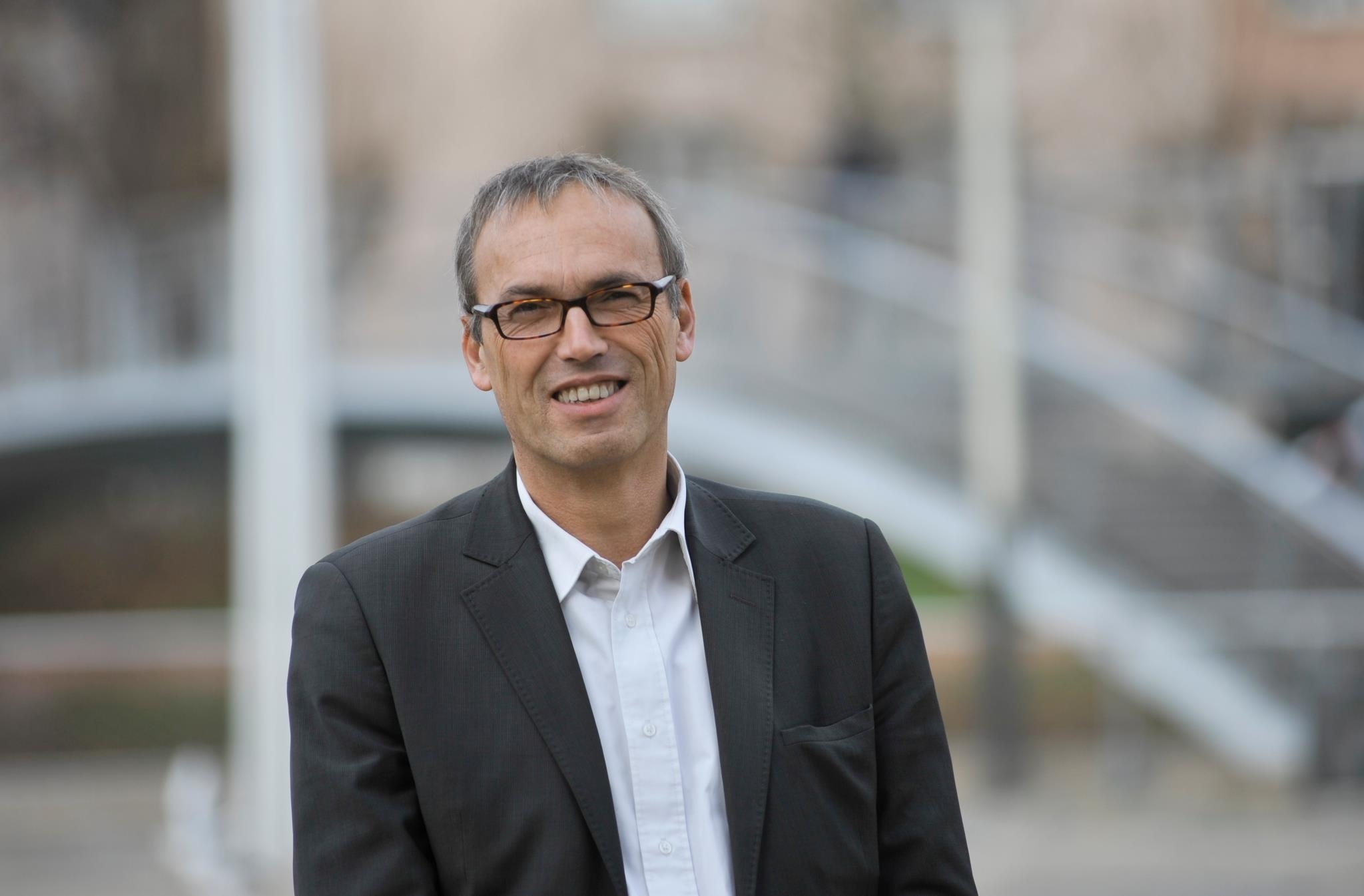
Philippe Bies.

Philippe Bies, né le 14 janvier 1964 à Saint-Avold (Moselle), est un homme politique français, membre du Parti socialiste. Il est député de la 2e circonscription du Bas-Rhin de élections législatives de 2012 à 2017.

## Parcours
Philippe Bies, adhère au Parti socialiste en 1985, section du Neudorf, alors qu’il est étudiant à l’IEP de Strasbourg en section Service Public.
Secrétaire général adjoint puis secrétaire général de la mairie de Reichshoffen de 1990 à 1996, il devient conseiller technique au cabinet de Catherine Trautmann puis de Roland Ries. De 2001 à 2008, il est directeur de cabinet de Jacques Bigot à la mairie d'Illkirch-Graffenstaden.
Il est Premier Secrétaire de la Fédération PS du Bas-Rhin de 2000 à 2003.
En 2004 et 2011, il est élu conseiller général du canton de Strasbourg-8. Après l'élection de Roland Ries aux municipales en mars 2008, il devient adjoint au Maire de Strasbourg, chargé du quartier de Neudorf et vice-président de la Communauté Urbaine de Strasbourg chargé de l'habitat et du renouvellement urbain.
Son intérêt pour les questions liées au logement l’amènera à présider les Conseils d'Administration de CUS Habitat et d’Habitation moderne, qui gèrent à eux 2 près de 30 000 logements sociaux.
Le 17 juin 2012, il est élu député de la 2e circonscription du Bas-Rhin et doit céder son siège au Conseil général à sa suppléante Suzanne Kempf. Comme il s'y était engagé pendant la campagne électorale, il quitte également ses fonctions d’adjoint à la Ville de Strasbourg et de vice-président de la CUS.
En tant que député, il est membre de la Commission Développement durable et aménagement du territoire de l’Assemblée Nationale, vice-président de trois groupes d’études (Coordination des droits européens, Économie verte et économie circulaire, Zones et travailleurs frontaliers), il suit également les travaux liés au logement à l’Assemblée Nationale et dans différents organismes (USH, Fédération des OPH…). Il est par ailleurs membre de l’Assemblée parlementaire du Conseil de l’Europe à Strasbourg.
Il est nommé rapporteur pour avis du projet de loi pour l'accès au logement et un urbanisme rénové le 26 juin 2013.
Le 18 juin 2017, il est battu au deuxième tour des élections législatives par Sylvain Waserman.
En novembre 2019, Philippe Bies annonce qu'il ne sera pas candidat aux élections municipales de mars 2020.

## Controverse
Au lendemain de son élection, Philippe Bies quitte ses fonctions de conseiller général du Bas-Rhin et de conseiller municipal chargé du logement. Il conserve toutefois la tête de deux des organismes d'habitations à loyer modéré de la Communauté urbaine de Strasbourg : CUS Habitat et Habitation moderne ainsi que la vice-présidence chargée du logement de la communauté urbaine de Strasbourg. Or, les règles du PS imposent aux nouveaux parlementaires l'abandon des autres mandats exécutifs. Le président de la communauté urbaine de Strasbourg, Jacques Bigot a indiqué qu'il souhaitait que Philippe Bies conserve son mandat de vice-président. Finalement, le député indique quitter ce poste mi-décembre 2012 mais conserver la tête des deux OPH.
En janvier 2013, Jacques Bigot annonce que le poste de vice-président de Philippe Bies ne sera pas renouvelé et que ses fonctions seront réparties entre Henry Dreyfus, Mathieu Cahn et Bernard Eglès. Philippe Bies reste néanmoins président de CUS Habitat et d’Habitation Modernes.
Après la parution de la liste LREM pour les élections européennes, Philippe Bies demande dans une tribune parue dans les DNA le 4 avril 2018 que le maire Roland Ries retire ses délégations à Alain Fontanel jusqu’à la fin du mandat à cause de son soutien à la liste LREM où se trouve Fabienne Keller.